# Actinolaimoides nudis
Actinolaimoides nudis är en rundmaskart. Actinolaimoides nudis ingår i släktet Actinolaimoides och familjen Actinolaimidae. Inga underarter finns listade i Catalogue of Life.